# براين هاليويل
براين هاليويل (بالإنجليزية: Bryn Halliwell)‏ هو لاعب كرة قدم بريطاني في مركز حراسة المرمى، ولد في 1 أكتوبر 1980 في إبسوم في المملكة المتحدة. لعب مع دونفرملين أثلتيك وسانت جونستون وكوين أوف ساوث ونادي بارتيك ثيسل ونادي غرينوك مورتون ونادي كلايد ونادي ويمبلدون وهارت أوف ميدلوثيان وهاميلتون أكاديميكال.

## وصلات خارجية
- براين هاليويل على موقع قاعدة بيانات كرة القدم.إي يو (الإنجليزية)
- براين هاليويل على موقع Soccerbase.com (لاعب) (الإنجليزية)